# Atasu, Uttar Pradesh
Atasu là một thị xã và là một nagar panchayat của quận Auraiya thuộc bang Uttar Pradesh, Ấn Độ.

## Nhân khẩu
Theo điều tra dân số năm 2001 của Ấn Độ, Atasu có dân số 10.602 người. Phái nam chiếm 54% tổng số dân và phái nữ chiếm 46%. Atasu có tỷ lệ 66% biết đọc biết viết, cao hơn tỷ lệ trung bình toàn quốc là 59,5%: tỷ lệ cho phái nam là 75%, và tỷ lệ cho phái nữ là 56%. Tại Atasu, 17% dân số nhỏ hơn 6 tuổi.